# Al Umar Mujahideen
Al Umar Mujahideen és un grup guerriller de Caixmir fundat per Mushtaq Ahmad Zargar el desembre de 1991. És partidària de la unió al Pakistan.
El líder del grup fou detingut pels indis el 15 de maig de 1992 però fou alliberat el 3 de desembre de 1999 a canvi dels passatgers d'un avió segrestat (IC 814 a Kandahar) i es va establir al Pakistan. El seu lloctinent és Latif-ul-Haq i el segon lloctinent és Jamshed Khan. Manté el control sobre la Al Umar Commando Force, un grup d'atacs format en 1999 i dirigit per Shabir Ahmad Zargar. És un dels pocs grups que té la seva base a l'interior de Jammu i Caixmir. És membre de la Muttahida Jihad Council. Està aliat a la Khalistan Liberation Force (KLF). Mushtaq Ahmad Zargar fou detingut de nou en 2002.